# Bierżyja (rejon święciański)
Bierżyja (lit. Biržija) – wieś na Litwie, w okręgu wileńskim, w rejonie święciańskim, w gminie Nowe Święciany.
Dawniej używana nazwa – Bierżyja Akmieniska.

## Historia
W czasach zaborów wieś w gminie Łyngmiany, w powiecie święciańskim, w guberni wileńskiej Imperium Rosyjskiego. W 1905 roku liczyła 27 mieszkańców.
W dwudziestoleciu międzywojennym wieś leżała w Polsce, w województwie wileńskim, w powiecie święciańskim, w gminie Kołtyniany.
W 1931 w 6 domach zamieszkiwało 38 osób.
Miejscowość należała do parafii rzymskokatolickiej w Kołtynianach. Podlegała pod Sąd Grodzki w Święcianach i Okręgowy w Wilnie; właściwy urząd pocztowy mieścił się w Kołtynianach.
Od 1945 roku w Litewskiej Socjalistycznej Republice Radzieckiej.
Od 1990 na niepodległej Litwie.